# Raymond Thomas
Pour les articles homonymes, voir Thomas.
Raymond Etienne Thomas  (né le 3 janvier 1931 à Paris et mort dans la même ville le 1er mai 2002) est un athlète et chercheur universitaire français, spécialiste du lancer du poids. Professeur des universités en STAPS, il est l'un des premiers auteurs en sciences sociales du sport, auteur de nombreuses synthèses sur l'histoire, la sociologie et la psychologie du sport.

## Carrière sportive
Licencié au P.U.C. où il est entraîné par André Raquin, il remporte six titres de champion de France au lancer du poids de 1953 à 1959. Il améliore à quatre reprises le record de France, le portant à 15,71 m en 1954, à 15,93 m en 1955, à 16,10 m en 1956 et à 16,19 m en 1957. 
Il remporte la médaille d'or des Jeux méditerranéens de 1955 et participe aux  Jeux olympiques de 1956 où il se classe 14e. Parallèlement à l'athlétisme il mène une carrière d'haltérophile de haut-niveau.

### Palmarès
- Championnats de France d'athlétisme :       vainqueur du lancer du poids en 1953, 1954, 1955, 1956, 1957 et 1959 ; il laisse le titre 1958 à Denis Sabourin.
- Jeux méditerranéens :  vainqueur en 1955

### Records
| Épreuve         | Performance | Lieu | Date |
| --------------- | ----------- | ---- | ---- |
| Lancer du poids | 16,19 m     |      | 1957 |

## Carrière universitaire
Après sa carrière sportive Raymond Thomas est incité à s'engager dans des études universitaires par Raymond Chapuis. Docteur d'Etat sous sa direction en 1987, il est successivement maître de conférences à l'université François Rabelais de Tours puis professeur des Universités à Paris X-Nanterre où il prend sa retraîte en 2002, peu avant son décès.

## Ouvrages et publications
Outre plus de 120 articles dans les revues scientifiques et/ou professionnelles Raymond Thomas a publié :

### En nom propre
- Raymond Thomas, Introduction aux fondements theoriques et methodologiques de la recherche sportive, Paris, Vrin, coll. « Psycho-pédagogie du sport », janvier 2000, 178 p. (ISBN 2711607038, EAN 978-2711607037) 1° édition 1970

- Raymond Thomas, Psychologie du sport, Paris, Presses universitaires de France, coll. « Poche », avril 2002, 128 p. (ISBN 2130526829, EAN 978-2130526827) 1° édition 1983

- Raymond Thomas, Les attitudes, Paris, Presses universitaires de France, coll. « Poche », octobre 1993, 128 p. (ISBN 2130379419, EAN 978-2130379416) 1° édition 1983

- Raymond Thomas, Education physique et sportive, Paris, Presses universitaires de France, coll. « Poche », juillet 2000, 128 p. (ISBN 2130456251, EAN 978-2130456254) 1° édition 1983

- Raymond Thomas, Sociologie du sport, Paris, Presses universitaires de France, coll. « Poche », juin 2002, 128 p. (ISBN 2130529445, EAN 9782130529446) 1° édition 1987

- Raymond Thomas, La psychologie du sport de haut niveau, Paris, Presses universitaires de France, mars 1987, 304 p. (ISBN 2130398421, EAN 978-2130398424) 1° édition 1987

- Raymond Thomas, L'Apprentissage moteur, Paris, Presses universitaires de France, novembre 1998, 128 p. (ISBN 2130483585, EAN 978-2130483588) 1° édition 1987

- Raymond Thomas, Histoire du sport, Paris, Presses universitaires de France, coll. « Poche », juin 2006, 128 p. (ISBN 2130556957, EAN 978-2130556954) 1° édition 1991

### En collaboration
- Raymond Thomas et Raymond Chapuis, L'Équipe sportive, Paris, Presses universitaires de France, coll. « Poche », février 1988, 160 p. (ISBN 2130415571, EAN 978-2130415572)

- Raymond Thomas et Raymond Chapuis, Rôle et statut, Paris, Presses universitaires de France, coll. « Poche », novembre 1998, 128 p. (ISBN 2130468632, EAN 978-2130468639) 1° édition 1995

- Raymond Thomas et Guy Missoum, Psychologie à l'usage des STAPS, Paris, Éditions Vigot-Maloine, coll. « Repères en éducation physique », mai 2003, 149 p. (ISBN 2-7114-1383-7, EAN 9782711413836) 1° édition 1998

## Autres fonctions
Professeur certifié E.P.S. attaché à l'INSEP, Raymond Thomas y a occupé le poste d'entraîneur national d'athlétisme pour les lancers.